# بوئینگ مدل ۸۱
بوئینگ مدل ۸۱ (به انگلیسی: Boeing Model 81) یک هواپیمای ساختِ بوئینگ در کشور ایالات متحده آمریکا است.